# Hippocampinae

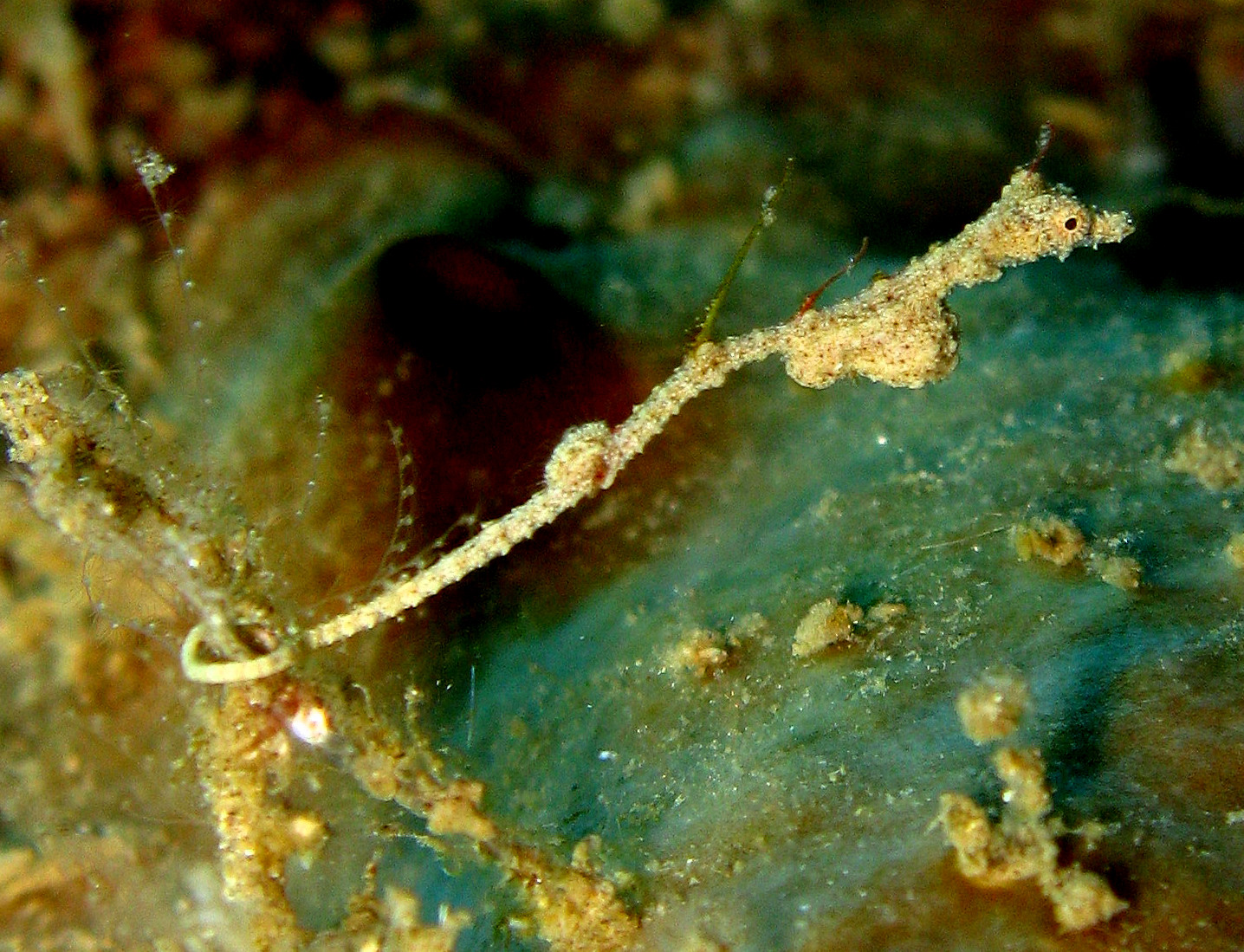
Kyonemichthys rumengani, een van de vele kleine syngnathiden die de afgelopen jaren in de westelijke Stille Oceaan zijn ontdekt

De Hippocampinae zijn een onderfamilie van kleine in zee levende vissen in de familie Syngnathidae . Afhankelijk van het gebruikte classificatiesysteem omvat het ofwel zeepaardjes en pygmy pipehorses, of alleen zeepaardjes.

## Geslachten

### Zeepaardjes
- Hippocampus Rafinesque, 1810
  - 54 soorten zeepaardjes

### Pygmy pipehorses
- Acentronura Kaup, 1853
  - Acentronura gracilissima ( Temminck & Schlegel, 1850)
  - Acentronura tentaculata ( Günther, 1870)
- Amhelikturus Parr, 1930
  - Amphelikturus dendriticus ( T. Barbour, 1905)

- Cylix Short & Trnski, 2021
  - Cylix tupareomanaia ( Short & Trnski, 2021)

- † Hippotropiscis Žalohar & Hitij, 2012 (alleen bekend van Miocene fossielen)[3]
  - Hippotropiscis frenki Žalohar & Hitij, 2012[3]
- Idiotropiscis Whitley, 1947
  - Idiotropiscis australe ( Waite & Hale, 1921)
  - Idiotropiscis larsonae ( C. E. Dawson, 1984)
  - Idiotropiscis lumnitzeri Kuiter, 2004

## Beschrijving
Alle soorten zeepaardjes en pygmy pipehorses hebben een grijpstaart (een eigenschap die zij delen met sommige andere syngnathiden), een volledig omsloten broedbuidel, een korte kop en snuit die ventraal onder een hoek van de buikas staan, en geen staartvin. De soorten in de geslachten Acentronura, Amphelikturus en Kyonemichtys lijken op zeenaalden, wat verklaart waarom pygmy pipehorses soms worden gegroepeerd in de zeenaald-subfamilie Syngnathinae. De soorten binnen Idiotropiscis lijken meer op zeepaardjes, onder andere door de aanwezigheid van onderbroken superieure romp- en staartkammen. De belangrijkste verschillen tussen dit pygmy-pipehorsegeslacht en de zeepaardjes is dat zeepaardjes een rechtopstaande houding hebben en dat de hoek van hun hoofd ten opzichte van de buikas groter is.

## Etymologie
De onderfamilie Hippocampinae is vernoemd naar het geslacht van het zeepaardje Hippocampus, dat is afgeleid van het oude Griekse ἱππόκαμπος (hippokampos), een samenstelling van ἵππος, "paard" en κάμπος, "zeemonster".